# Bibliothèque centrale d'Helsinki Oodi
La bibliothèque centrale d'Helsinki Oodi (finnois : Helsingin keskustakirjasto Oodi, suédois : Helsingfors centrumbibliotek Ode) est une des 37 bibliothèques municipales d'Helsinki en Finlande et fait partie du réseau de bibliothèques Helmet. La bibliothèque Oodi est située dans le quartier de Kluuvi, près du Musée d'Art Contemporain Kiasma et de la Maison de la musique d'Helsinki. Oodi a été inauguré le 5 décembre 2018, la veille de la fête nationale de l'indépendance de la Finlande,,,,.

## Dénomination
Le nom de la nouvelle bibliothèque centrale d'Helsinki a été révélé le 31 décembre 2016. Elle se nomme Oodi en finnois et Ode en suédois. Le nom possède deux graphies officielles :
- Helsingin keskustakirjasto Oodi –  Helsingfors centrumbinliotek Ode – Helsinki Central Library Oodi
- Kirjasto Oodi, Helsinki – Bibliotek Ode, Helsingfors – Library Oodi, Helsinki

## Concours d'architecture
La ville d'Helsinki a organisé le concours Le cœur battant de la métropole (Metropolin sykkivä sydän) pour la conception de la nouvelle bibliothèque centrale. Ce concours ouvert et international d'architecture faisait partie du programme Helsinki, capitale mondiale du design 2012 (Maailman muotoilupääkaupunki Helsinki 2012). Il a débuté en janvier 2012 et s'est terminé en juin 2013.
Les résultats du concours ont été annoncés à la Maison de la musique d'Helsinki (Helsingin Musiikkitalo) le 14 juin 2013. L'entreprise finlandaise ALA Architects (Arkkitehtitoimisto ALA), a remporté le concours avec sa proposition Traduction (Käännös).
En janvier 2015, le Conseil municipal d'Helsinki (Helsingin kaupunginvaltuusto) a approuvé le projet de construction de la bibliothèque et a voté le lancement des travaux qui ont commencé au cours du second de semestre de la même année.

## Coûts
L'estimation des coûts de la nouvelle bibliothèque s'élève à 98 millions d'euros,,,. Le gouvernement finlandais a choisi la bibliothèque centrale comme projet pour le 100ème anniversaire de l'indépendance de la Finlande et s'est engagé à le financer à hauteur de 30 millions d'euros. En septembre 2014, il manquait encore un financement de 16 millions d'euros.

## Bâtiment
La bibliothèque Oodi possède une structure constituée de verre et d'acier et arbore une façade en bois d'épicéa finlandais.

### Étages
La bibliothèque Oodi est construite sur trois étages. Chacun d'entre eux possède une atmosphère et une utilisation différente. Le premier étage est destiné à être un lieu de rencontre pour les habitants avec un cinéma, une salle d'exposition, un café et un restaurant. Le second étage est dédié au travail et aux loisirs avec des salles de travail, de musique et de loisirs créatifs. Le troisième étage constitue une bibliothèque traditionnelle de 100 000 ouvrages,, sectionnée en sept oasis de lectures dont une section pour les enfants. Il y a également un café et le balcon offre un panorama sur la capitale finlandaise. La fréquentation annuelle de la bibliothèque est estimée à 2,5 millions d'usagers et à 10 000 pour la fréquentation quotidienne,.

### Équipement
En plus des livres, les usagers peuvent emprunter des liseuses numériques. Des studios d'enregistrement de musique, des studios audiovisuels ainsi qu'un atelier urbain avec des imprimantes et des scanners 3D sont mis gratuitement à la disposition des usagers. Ils peuvent également emprunter de nombreux outils comme une découpeuse laser, une imprimante à stickers, une presse à chaleur et des machines à coudre,,.
Oodi s'est équipée de robots semblables à des chariots pour le déplacement des livres au sein de la bibliothèque. Ils sont capables d'utiliser les ascenseurs et de contourner les usagers afin d'amener les livres dans les rayons appropriés où le personnel prend le relais. Selon les créateurs d'Oodi, ces robots bibliothécaires sont la première utilisation dans le monde de technologie de conduite autonome dans une bibliothèque publique.

### Aire de jeux intérieure Loru
Oodi possède une aire de jeux intérieure nommée Loru. Il s'agit d'un lieu de rencontre gratuit et ouvert aux familles avec enfants. Loru propose des cours de chant et des activités physiques pour les enfants.